# الجنس والقانون

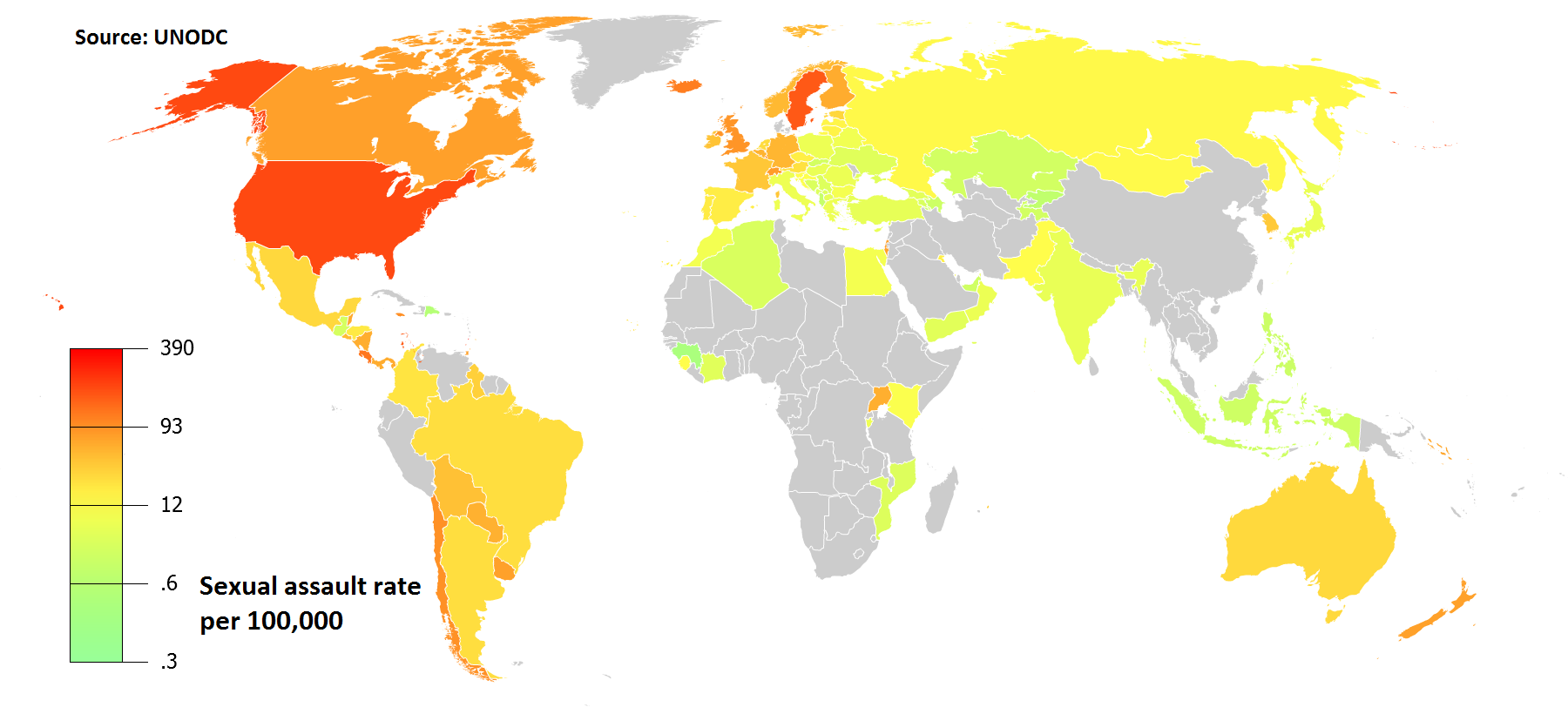
خريطة توضح معدل الاعتداءات الجنسية من (unodc)

القوانين والتشريعات بشكل عام تحظر الأفعال التي تعتبر إما الاعتداء الجنسي ، أو السلوك الذي تنظر إليه المجتمعات على أنه غير لائق وضد الأعراف الاجتماعية , وبالإضافة إلى ذلك، يمكن اعتبار فئات معينة من الأنشطة المماثلة جرائم حتى لو كان النشاط أو الفعل بطابع الإرادة.